# Candor (New York)
Pour les articles homonymes, voir Candor (homonymie).
Ne doit pas être confondu avec Candor (village, New York).
Candor est une ville du comté de Tioga, dans l'État de New York, aux États-Unis,. En 2010, elle compte une population de 5 305 habitants.

## Démographie
Lors du recensement de 2010, la ville comptait une population de 5 305 habitants, tandis qu'en 2016, elle est estimée à 5 044 habitants.